# Улица Челнокова (Феодосия)
Улица Челнокова — улица в Феодосии, проходит как продолжение улицы Победы к западной границе города и переходит в дорогу 35Н-599 Феодосия-Орджоникидзе.
Главная улица «спального района» Феодосии «Челноки»

## История
Бывшее Старо-Щебетовское шоссе.
Современное название дано в честь дважды Героя Советского Союза, генерал-майора Николая Васильевича Челнокова (1906—1974). В апреле 1944 года 8-й гвардейский полк под командованием Н. В. Челнокова принимал участие в освобождении Феодосии от фашистов и получил почётное наименование «Феодосийский». 2 августа 1976 года по многочисленным обращениям жителей Феодосии к властям Старо-Щебетовское шоссе переименовали.
Застройка района улицы многоэтажными домами велась в поздний советский и постсоветский периоды.
Городская свалка в районе улицы сильно ухудшает экологическую обстановку в этом районе.

## Достопримечательности
Памятник расстрелянным работникам кирпичного завода (1942)